# 野呂山スピードパーク
座標: 北緯34度16分7.50秒 東経132度40分33.45秒 / 北緯34.2687500度 東経132.6759583度

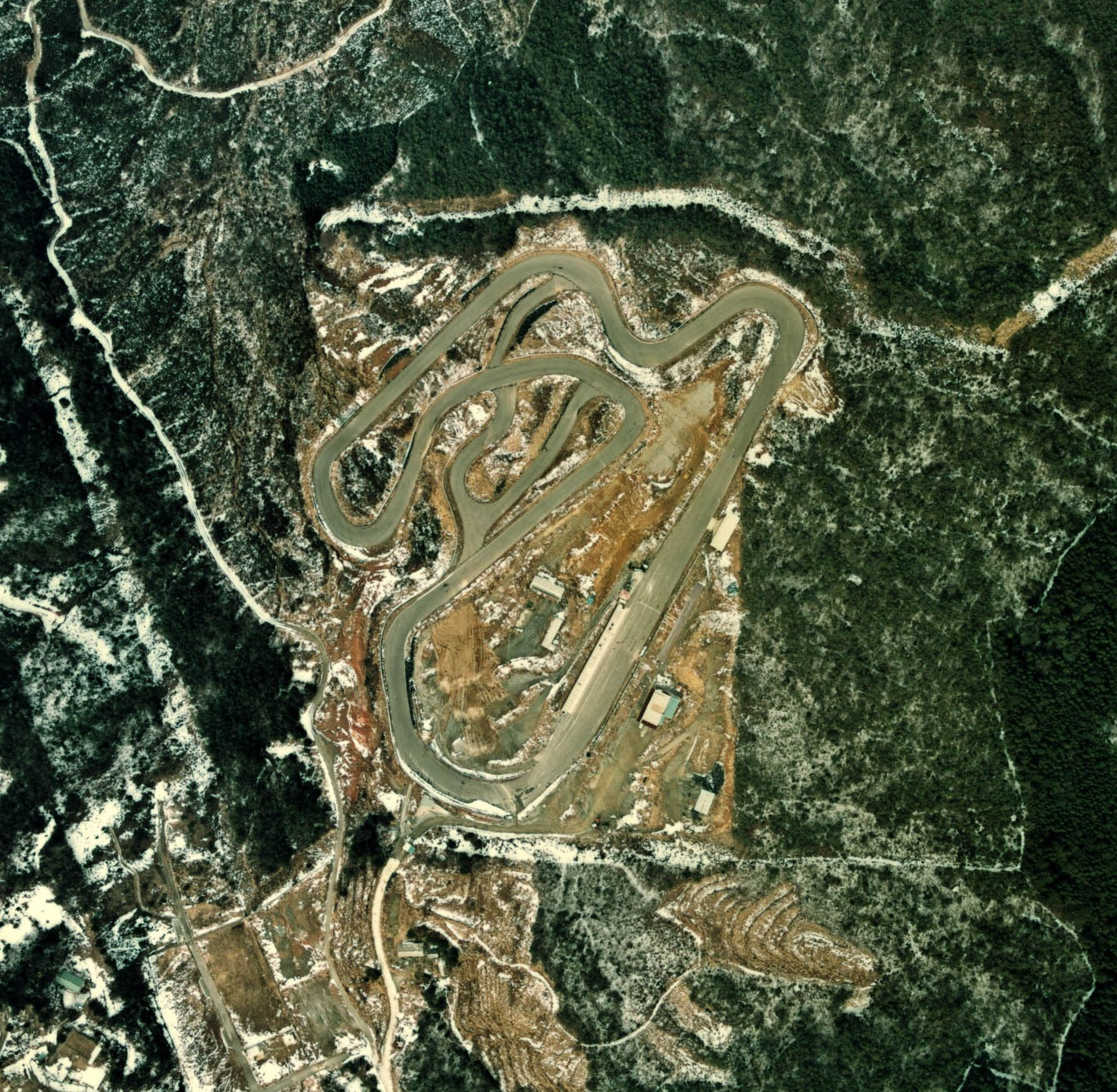
野呂山スピードパーク(昭和49年度)

野呂山スピードパーク（のろさんスピードパーク）は、広島県呉市安浦町にかつて存在したサーキットである。

## 概要
太平洋戦争終結後、野呂山開拓団が入植し大根畑やみかん畑として開墾した場所を新たな収入源として観光地化すべく、大規模な公園・遊園地（野呂山遊園地）を設置するに当たり、目玉としてサーキットを建設することが決定。開拓団自らコースを設計・造成し、1969年（昭和44年）10月19日にオープン。
日本で5番目であったサーキットは、三階建てのコントロールタワー、500人収容の観客席、ドライバーズサロン、レストランを有する本格的なものであった。コースは全長1700mで、1コーナーはすり鉢のようなバンクがついたコーナーがある特徴的なレイアウトとなっていた。
1970年（昭和45年）5月5日にオープニングイベントとして日本オートクラブ(NAC)主催による全日本ストックカー呉200kmレースが開催され、5000人もの観客を集めたが、1974年（昭和49年）に騒音問題やオイルショックなどが重なりサーキットは閉鎖された。

## 現在
閉鎖後はオートキャンプ場に転用されたが、キャンプ場も後に閉鎖され、現在は立ち入ることは出来ない。なお、設備の一部（ピットロードなど）やコース自体は現存している。